# حشيشة السرة
حشيشة السرّة أو أُمْفَلُود جنس نباتات برية تزينية من النباتات المزهرة في فصيلة الحمحمية، موزعة على نطاق واسع في نصف الكرة الشمالي المعتدل. تنتج أنواعها في الربيع أزهاراً زرقاءَ أو بيضاءَ تشبه أزهار أذن الفأر.
أنواعها عديدة منها الحولية والمحولة والمعمرة جميعها صغيرة القَدّ. أوراقها معنقة متعاقبة سنانية النصل. إزهارها عنقودي التجميع هامي الارتكاز. أزهارها صغيرة عديدة الألوان.

## معرض الصور

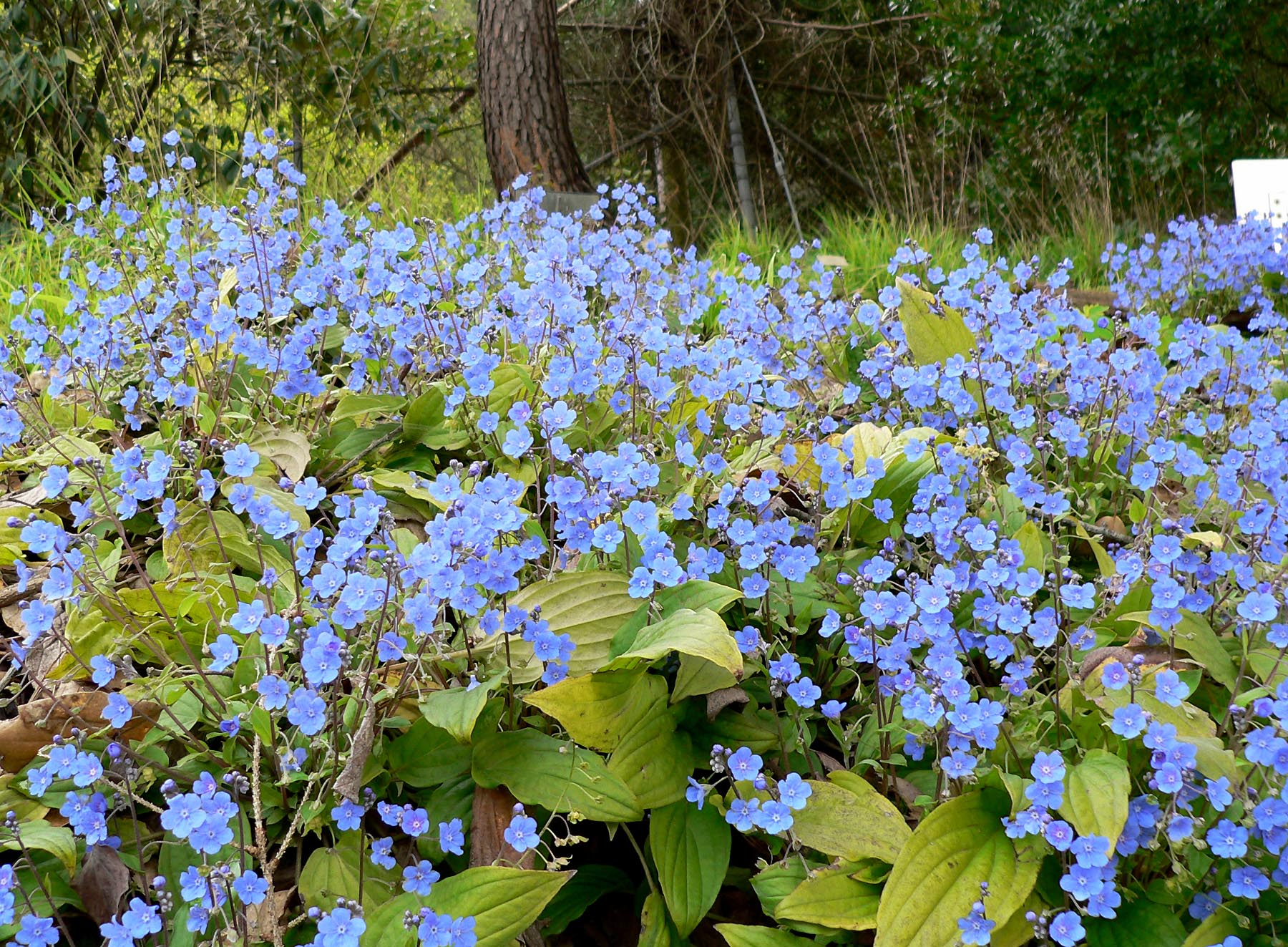
أُمْفَلُود كبَّدوس
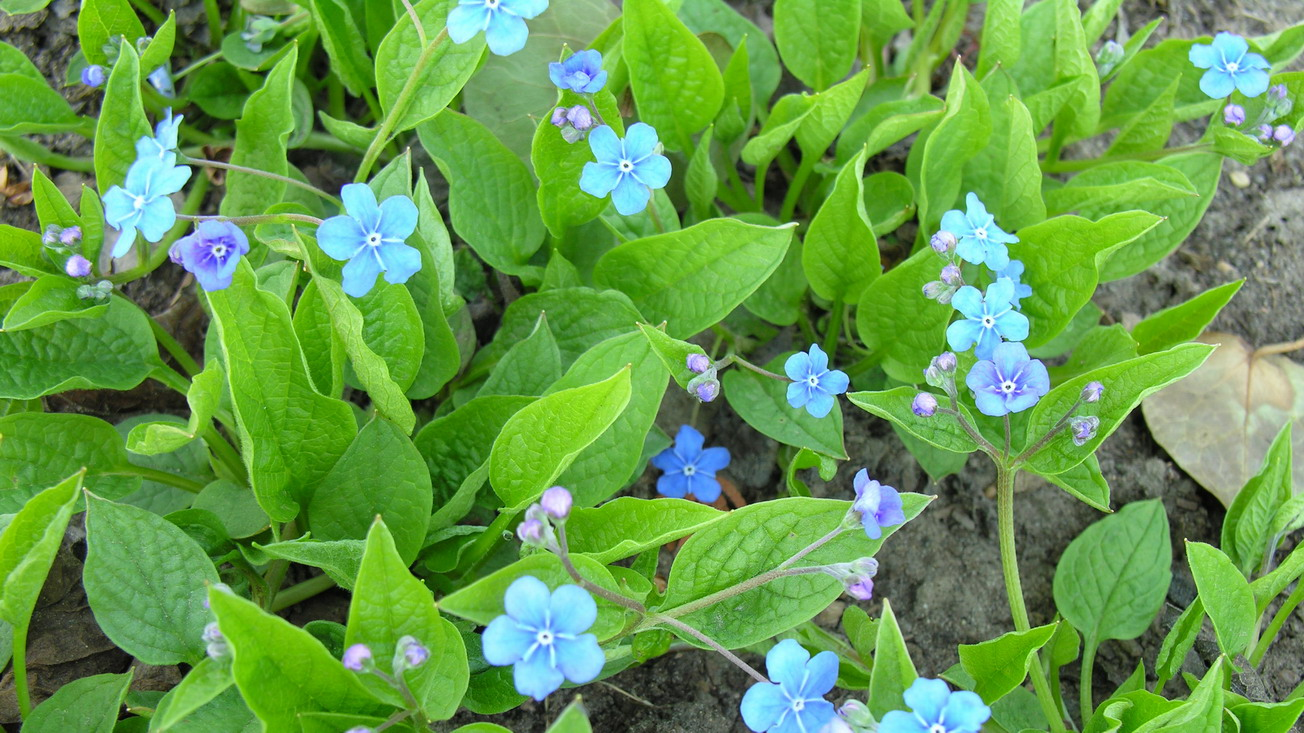
حشيشة السرة الربيعية